# ソースボート

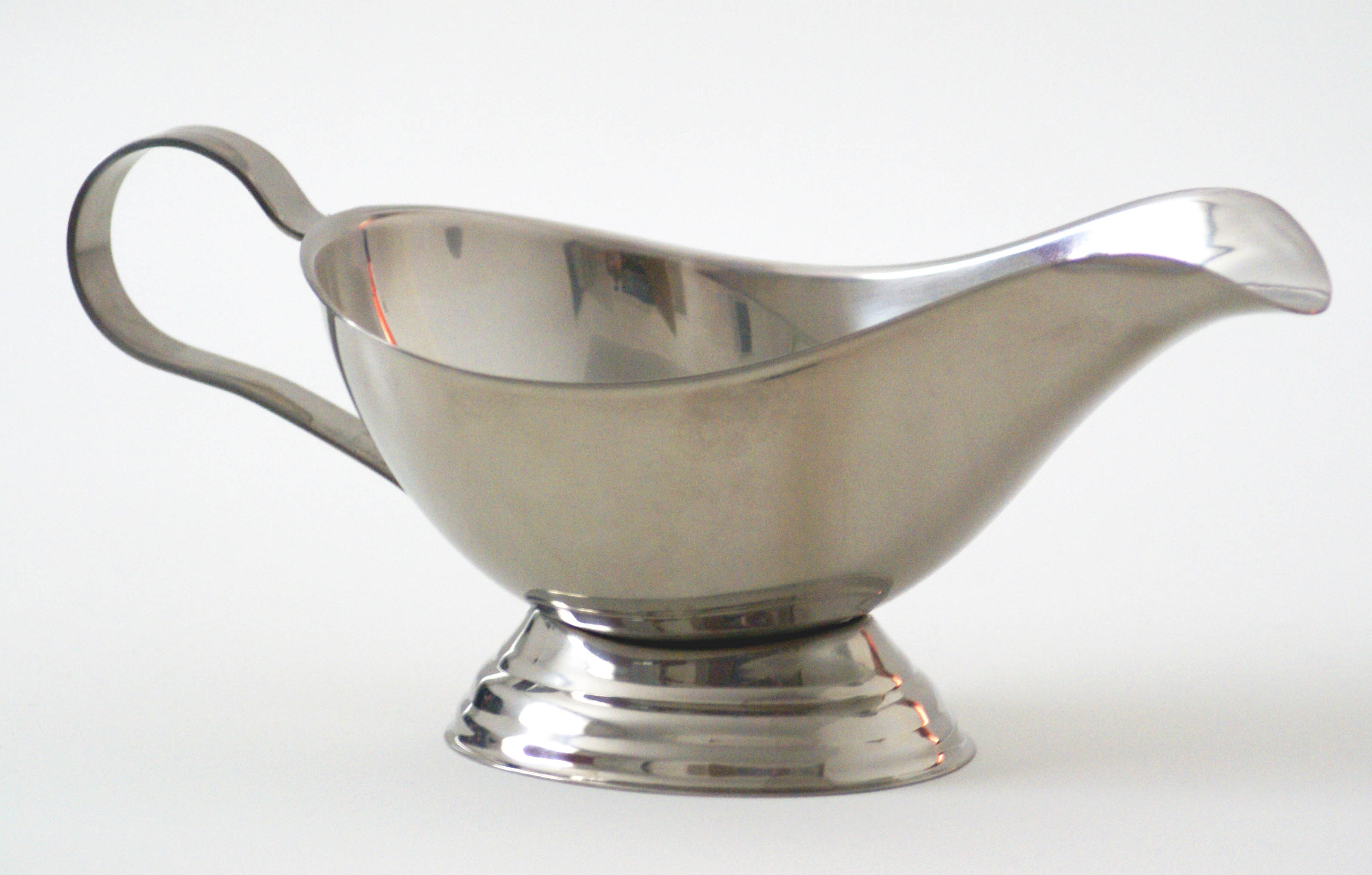
ステンレス鋼製のソースボート

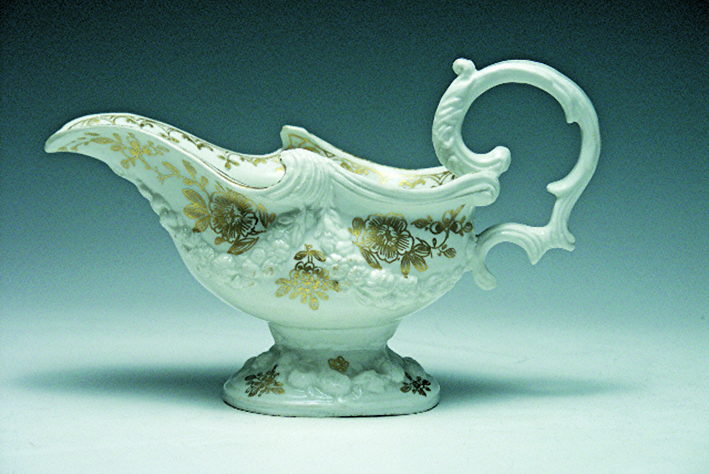
ボウ (Bow) 陶磁器のソースボート　ロココの銀のスタイル　1750年ころ

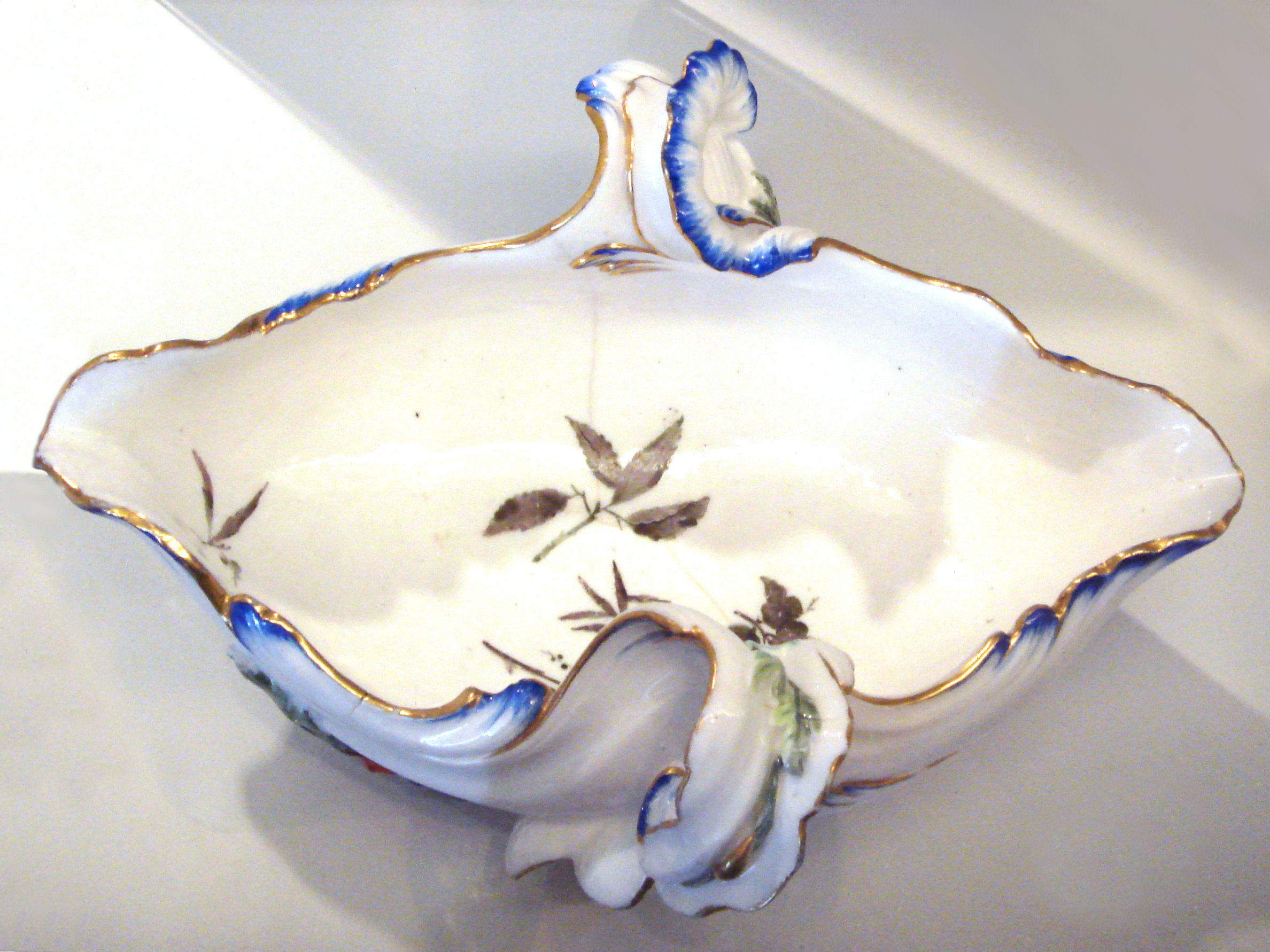
ヴァンセンヌ陶磁器のソースボート　ジャン＝クロード・シャンベラン・デュプレシー (Jean-Claude Chambellan Duplessis) 作　ヴァンセンヌ　1756年

ソースボート（英語: sauce boat、またはソース・ボート）、グレーヴィー・ボート（英語: gravy boat）、あるいはソシエール（英語: saucière）は、ソースやグレーヴィー・ソースを供する、ボート形のピッチャーである。したたり落ちるソースを受け止めるために、ボートを置くための皿が付属していたり、足がついたものもある。
一部のグレーヴィー・ボートはセパレーターとしての機能を備え、ボートの底に備えた注ぎ口から注ぐことで、表面に浮かんでいる脂肪成分をボートに残す。

## 歴史
古くからソースを注ぐために使用されたとされる器が確認されているが、近代で用いられるようなソースボートの形状は、17世紀末頃のフランス宮廷で流行した形状が由来とされる。注ぎ口とハンドルを2つずつ備えた銀製のソースボートは、1690年初頭には使用が確認されており、新たにヌーベルキュイジーヌに応じて独創的に進化とされる。フランスでの流行は18世紀のイングランドで多大なる影響を与え、イングランドにおけるソースボートは、初期にはイングランド産の銀製や、1740年代からはイングランドの磁器によって模倣されるようになった。
ソースボートは中国から輸出された陶磁器製品が魅力あるものではなかったため、イギリスの陶磁器工場にとって重要な製品になった。その結果、ボウ (Bow) 、チェルシー (Chelsea) 、ライムハウス (Limehouse) 、ルンズ・ブリストル (Lund's Bristol) 、そしてウスターのような最初期の工場はすべて、ソースボートの製造を行っていた。
18世紀後期、初期の磁器製のソースボートの凝ったデザインは、ソースボートを切望する中流階級の市場が拡大されるにつれて簡素なデザインになった。多種多様なデザインが生まれ、銀製の影響はやや小さくなった。初期の工場の一部ではディナー用の食器類一式 (dinner set) を生産したが、ウェッジウッドが進化させた新たなクリームウェア (creamware) が、初期の磁器製では製造が常に困難であった大皿の生産に適していた。その結果、ソースボートは、ディナー用の食器類一式の一部となり、今日では一般的に浸透している。

## 読書案内
- The Food Lover's Companion, 2nd edition, by Sharon Tyler Herbst.（英語）
- Britannica History（英語）
- British Porcelain Sauceboats of the 18th century, by Nicholas Panes, 2009.（英語）